# Fort McPherson
Fort McPherson är ett samhälle i Kanada.   Det ligger i territoriet Northwest Territories, i den nordvästra delen av landet, 4 100 km nordväst om huvudstaden Ottawa. Fort McPherson ligger 21 meter över havet och antalet invånare är 1 069.
Terrängen runt Fort McPherson är platt. Trakten runt Fort McPherson är nära nog obefolkad, med mindre än två invånare per kvadratkilometer..
Omgivningarna runt Fort McPherson är i huvudsak ett öppet busklandskap.